# Mario Fiandri
Mario Fiandri SDB (ur. 8 grudnia 1947 w Arborea) – włoski duchowny rzymskokatolicki działający w Gwatemali, od 2009 wikariusz apostolski El Petén.

## Życiorys
W 1962 wstąpił do zakonu salezjanów i w nim 13 sierpnia 1969 złożył profesję wieczystą. W 1970 wyjechał jako misjonarz do Gwatemali. 10 sierpnia 1974 przyjął święcenia prezbiteratu. Pracował przede wszystkim w  gwatemalskich parafiach i placówkach edukacyjnych zarządzanych przez zakon. W latach 1978–1984 był dyrektorem domu dla młodzieży w Managui. W latach 2004–2009 był dyrektorem scholastykatu i części teologicznej seminarium w Gwatemali.
10 lutego 2009 został mianowany wikariuszem apostolskim El Petén i otrzymał stolicę tytularną Madarsuma. Sakry biskupiej udzielił mu 21 marca 2009 kard. Rodolfo Quezada Toruño.